# Sympycnus brevicornis
Sympycnus brevicornis är en tvåvingeart som beskrevs av Octave Parent 1933. Sympycnus brevicornis ingår i släktet Sympycnus och familjen styltflugor. Inga underarter finns listade i Catalogue of Life.